# Gábor Sándor
Gábor Sándor (Döbrököz, 1959. január 17.) aranykoszorús mesterszakács, mestercukrász, vállalkozó.

## Életútja
Kaposvári SzC Széchenyi István Technikum és Szakképző Iskolában végzett cukrász, szakács szakon. 2003-ban cukrászmester, 2005-ben szakácsmester vizsgát szerzett.
Gábor Sándor ápolja Rákóczi János mestercukrász szellemi hagyatékát, a "Magyar Rapszódia" és "Sisi" bonbonjaival országos és nemzetközi hírnevet szerzett.
Termékei: Magyar rapszódia, Szent Márton termékcsalád, Sissi bonbon, G., Amore, Origin, Parajdi sorozat, Kettő az egyben, Dédi szilvás trüffel, Csokoládé alfa, Karácsonyi ajánlat, Húsvéti ajánlat, Lavender, Paprika mánia. 

### Családja
Felesége Cseh Katalin mestercukrász, gyermekei: Viktória külkereskedő, közgazdász; Máté szőlész-borász.

## Társasági tagság
- Magyar Cukrász Ipartestület országos elnökségi tag - 2007

## Díjak, elismerések
- Csapatban két világbajnoki ezüst érem - Luxemburg - 2006
- Cukrásziparosok Országos Fagylaltversenye - szabadon választott kategória különdíj - 2007
- Foodapest vásár - Kiváló Magyar Élelmiszerdíj[4] - Magyar Rapszódia bonbon - 2008
- Kamarai Nívódíj - 2009
- Régiós Innovációs díj - 2009
- Hungaropack csomagolási díj - 2009
- Dombóvár Város Elismerő Díszjelvénye[5] - 2009
- Magyar Termék Nagydíj - Magyar Rapszódia bonbon - 2010
- Aranykoszorús mester - 2010
- Magyar Föld Legjava - OMÉK vásári díj[6] - 2011
- Év termelője díj - 2012
- Magyar Kézműves Remek díj - Magyar Rapszódia bonbon - 2013
- Príma díj - év vállalkozója - 2013
- Vidékfejlesztési Minisztérium - Hungaropack különdíj - 2013
- World Star díj - Sisi bonbon - 2013

## Külső hivatkozások
- Gabriel Bon-bon Manufaktúra Archiválva 2021. február 14-i dátummal a Wayback Machine-ben
- Villára való édes büszkeség
- Gábor Sándor cukrászmester, Dombóvár Rákóczi-túrós sütemény 2018.02.02.
- A fél világ a dombóvári csodáról beszél - fotóval Archiválva 2021. február 14-i dátummal a Wayback Machine-ben